# Buchtel

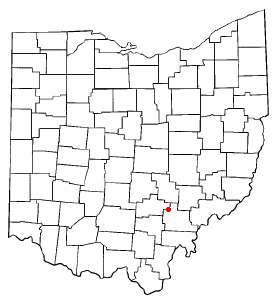
Buchtel na planie stanu Ohio

Buchtel – wieś w USA, Hrabstwo Athens i Hrabstwo Hocking w stanie Ohio.
Miejscowość Buchtel była znana przede wszystkim jako wspólnota węgla kamiennego rozpoczętej przez syndykat, którego udziałowcem był John R. Buchtel (1820-1892). Przemysłowiec ten wykorzystał swoje zyski, aby założyć Buchtel College, później University of Akron.
W roku 2010, 21,9% mieszkańców było w wieku poniżej 18 lat, 10,5% było w wieku od 18 do 24 lat, 26,1% było od 25 do 44 lat, 26,7% było od 45 do 64 lat, a 14,7% było w wieku 65 lat lub starszych. We wsi było 48,6% mężczyzn i 51,4% kobiet.
Liczba mieszkańców w 2010 roku wynosiła 558, a w roku 2012 wynosiła 552.